# مرقئة إثنا عشرية السداة
مرقئة إثنا عشرية السداة (الاسم العلمي:Sanguisorba dodecandra) هي نوع من النباتات يتبع جنس المرقئة من الفصيلة الوردية.